# Río Padrón
El río Padrón, o río del Padrón, es un río de la provincia de Málaga, España. Nace en Los Reales de Sierra Bermeja y desemboca en el Mediterráneo, en la playa homónima, en el término municipal de Estepona.

## Curso
Tiene una longitud de 12 km y una cuenca de 21,62 km². Por su margen derecho recibe como afluentes a los arroyos Abrón e Infierno, y por su margen izquierdo al arroyo Obejeras. El relieve por el que discurre es muy alomado, entre sierras y crestones, salvo en los pequeños encajonamientos puntuales que presenta.
El río Padrón es uno de los pequeños ríos de la llamada cuenca de la Costa del Sol Occidental, situada entre las cuencas de los ríos Guadiaro y Guadalhorce, que a su vez forman parte de la demarcación hidrográfica de las cuencas mediterráneas de Andalucía.

## Flora y fauna
El curso bajo del río Padrón y el de los ríos vecinos de Guadaiza, Guadalmina, Guadalmansa, Verde, Castor y arroyo de la Cala han sido declarados Zona de Especial Conservación por la presencia de importantes hábitats naturales así como por su función esencial de corredores ecológicos uniendo diversos espacios protegidos red Natura 2000 y poniendo en encontacto diferentes ecosistemas, contribuyendo de esta manera a la conectividad de esta red ecológica y su coherencia.
Las especies de fauna presentes en el río son las características de la zonas de ribera, como la nutria, el galápago leproso, la boga del Guadiana, el cangrejo de río, la araña negra de los alcornocales y otras especies de peces comunes y diferentes anfibios como el sapillo pintojo meridional o la salamandra y aves como el martín pescador y el mirlo acuático.